# Escola Estadual Barnabé
A Escola Estadual Barnabé é uma escola brasileira localizada na cidade de Santos, em São Paulo. Foi criada pelo decreto estadual à 5 de maio de 1902, e inaugurada para atividades como grupo escolar em 1º de julho do mesmo ano. Está situada na Praça Correia de Melo s/ nº, no centro histórico de Santos. 
Foi criado com recursos financeiros provenientes da doação testamentária de Barnabé Francisco Vaz de Carvalhães, e que deu seu nome ao colégio. Além da escola, em 1932 serviu de quartel e posto de alistamento militar na Revolução Constitucionalista. Suas dependências abrigaram o ambulatório médico, dormitório e escritório. 
Na Revolução Constitucionalista, a escola serviu como quartel e posto de alistamento militar. As dependências abrigavam o ambulatório médico, dormitório e escritório. Apetrechos utilizados no combate de 1932, como capacetes usados por ex-combatentes, fotos da escola e da cidade datadas de 1903, e ainda uma cantoneira porta bandeira com o brasão de armas de Santos. 
Documentos antigos também fazem parte do acervo histórico da escola, como livros de ponto, certificados, fotos de formaturas e boletins antigos. Além disso, sua beleza arquitetônica e a qualidade dos materiais se destacam com o pé direito, as janelas amplas e uma escadaria revestida em mármore carrara. 
A mais nova descoberta foi um retrato a óleo, de corpo inteiro, do comendador Barnabé ser um autêntico Benedito Calixto, onde há a seguinte inscrição: Gratidão e homenagem do Município de Santos à memória de benemérito Santista Barnabé Francisco Vaz de Carvalhães. Câmara Municipal de Santos, 1901. 